# Kevin Hansen
Kevin Christopher Hansen (Newport Beach, 19 marzo 1982) è un ex pallavolista statunitense.
Giocava nel ruolo di palleggiatore.

## Vita privata
Soffre di diabete mellito di tipo 1, malattia diagnosticatagli all'età di 10 anni, per la quale è costretto a sottoporsi ad agopuntura quattro volte al giorno.